# 路易士機槍
路易士機槍（英語：Lewis Gun）由美國陸軍上校艾薩克·牛頓·路易士發明，但美國陸軍並未採用，而是在英國發揚光大。路易士機槍的特色是獨特的槍管冷卻罩、由頂部進彈的圓形彈鼓，陸軍型較早退出現役，但空用機槍版本卻一直運用到二戰結束，甚至是韓戰中還有運用。

## 研發背景
1910年路易士上校應法羅自動武器公司的要求研發一款氣冷式機槍，並於1911年完成，原本認為美國軍方會採用他的設計，可是美國軍方這把機槍卻無興趣，美軍對其不予理會的理由可能是路易士上校與陸軍軍械部長威廉·克羅茲政治立場上不對盤。最終路易士上校對美軍灰心，將他的專利帶走並且自軍中退役。1913年路易士帶著路易士機槍來到比利時列日開設路易士自動武器公司，路易士公司與英國伯明罕輕武器公司（BSA廠）有緊密的業務合作，克服生產問題。1913年伯明罕公司採購了數把路易士機槍，並讓它們改用英式.303英吋子彈測試。1914年，伯明罕公司買下在英國生產路易士機槍的專利，從此路易士機槍成為英國武器，路易士本人則因為機槍專利授權金而變得富有。路易士公司也在1914年遷廠至英格蘭，避免一但開戰後被德國沒收的風險。
英國軍方從1914年起試用裝填.303彈的路易士機槍，第一次世界大戰爆發，路易士機槍成為英軍配備的輕機槍中性能最好的一款。在1915年10月15日，路易士機槍制式化，定名“Gun，Lewis，.303-cal”。主要量產的槍廠包括BSA廠與美國薩維奇武器公司，兩間公司的產品差別在於子彈，英國用的是.303彈，美國用的是.30-06春田步槍彈，但由於子彈差別過大，使得兩國產製的路易士機槍機件無法互換。
路易士機槍有兩個特徵，一個是採用粗大的散熱筒包著槍管，作用是當開火時令空氣被吸入筒中成為風以降低枪管温度，但後來證實此筒對冷卻槍管效果有限但卻白白增加槍重，另一個是在槍身上方的彈鼓，路易士機槍原本採用47發彈鼓，彈鼓採用中心固定式，開火時彈鼓軸承轉動把子彈推入槍內。

## 路易士航空機槍

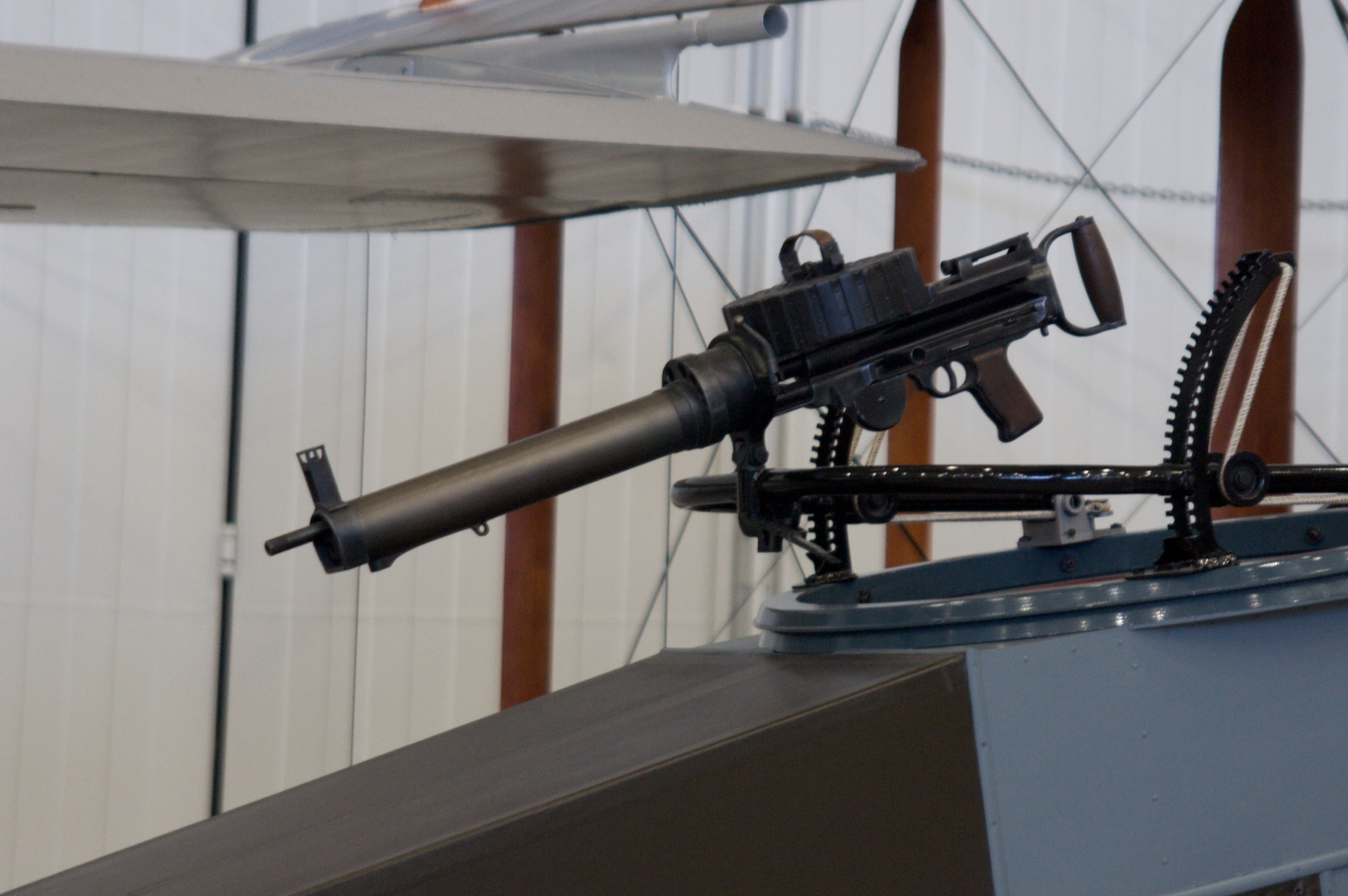
路易士航空機槍

路易士機槍也被搬上飛機成為航空機槍，作為偵察機和轟炸機的機槍手操作的武器，和步兵用輕機槍型式的差異是彈鼓由47發增至97發，槍托被取消改成提把，散熱筒也被取消。

## 路易士機槍在二戰中
英軍在二戰初期仍使用路易士機槍，後來才被布倫輕機槍取代，日本也有採用和仿製路易士機槍，日本仿製品被稱為九二式防衛機槍，用於海軍偵察機和轟炸機作為防衛機槍，就連子彈也是英式.303彈而非其7.7×58mm有坂子彈，日本海軍陸戰隊也曾在淞滬會戰當中把路易士機槍用於對付中國軍隊，中國也曾在1928年至1930年間向英國購買3,000挺路易士機槍和1,500萬發英式子彈，但由於使用英式子彈而非當時中國普遍使用的德式子彈，故在抗日戰爭當中並不常見。
刘易斯机枪在苏联红军中服役至1926年，随后被DP轻机枪取代并封存至仓库。苏德战争爆发后刘易斯机枪重新得到启用，苏联红军曾在莫斯科保卫战中使用该机枪。

## 使用國家

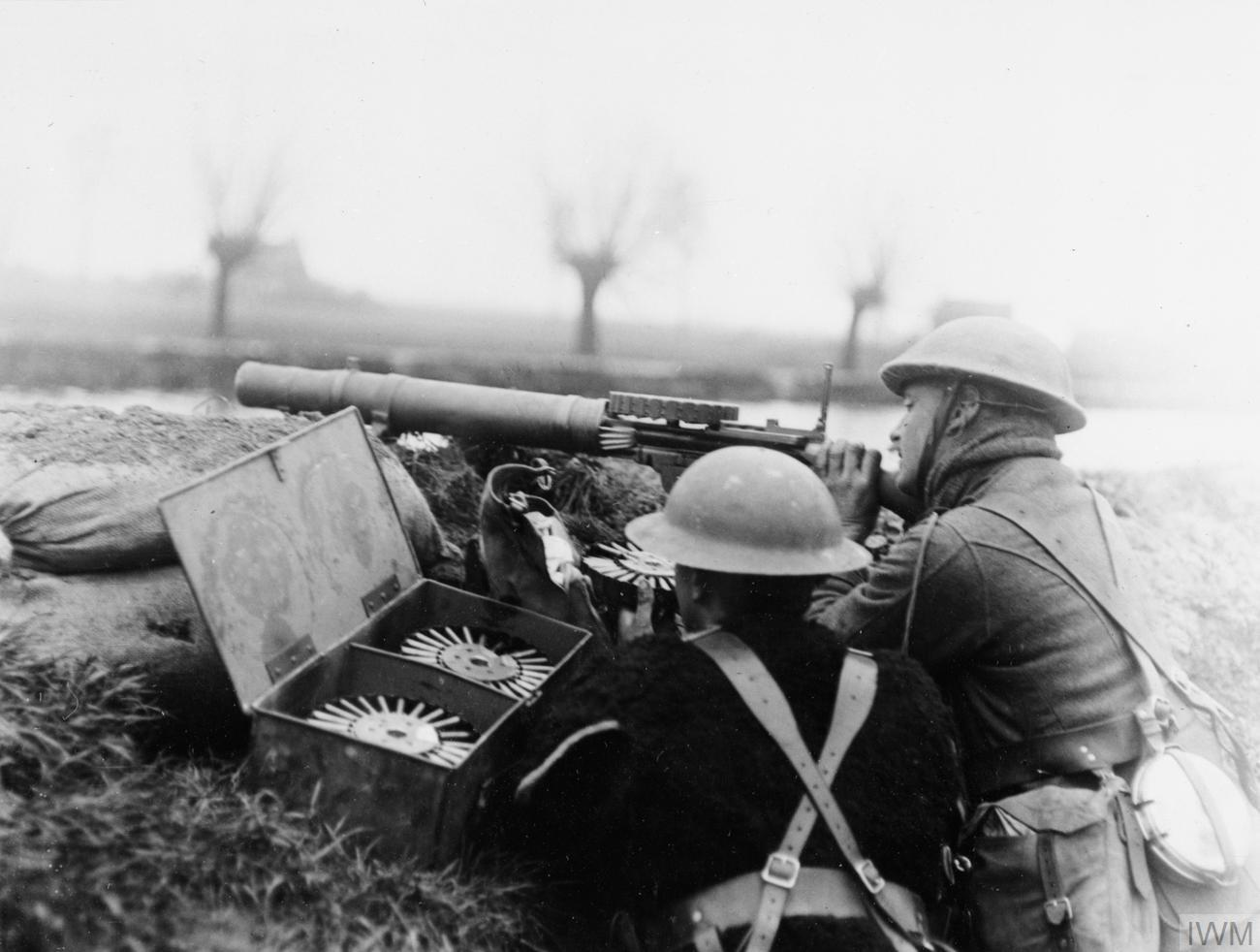
一次大戰時英軍的路易士機槍組

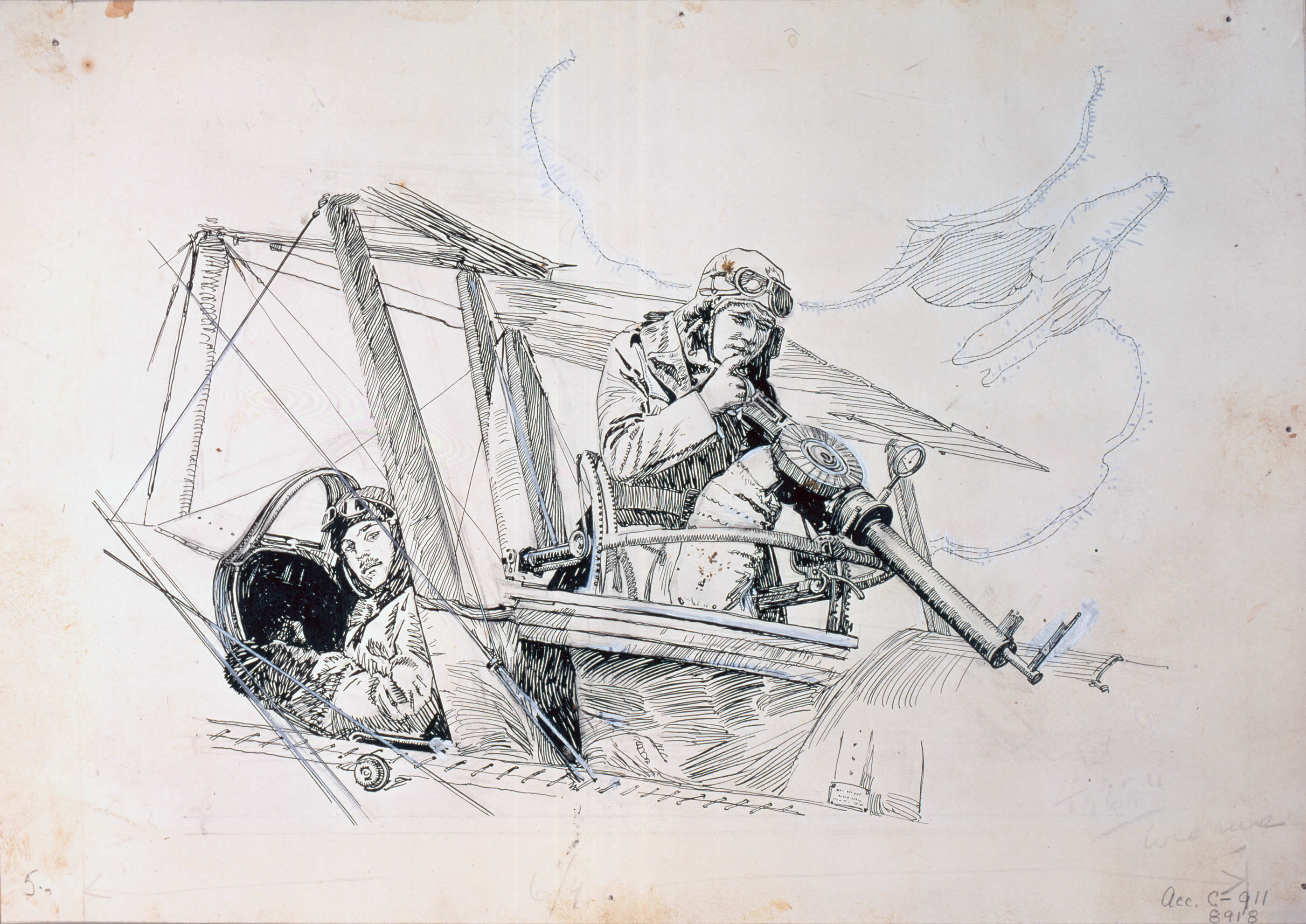
一次大戰時正用路易士機槍開火射擊的機組人員

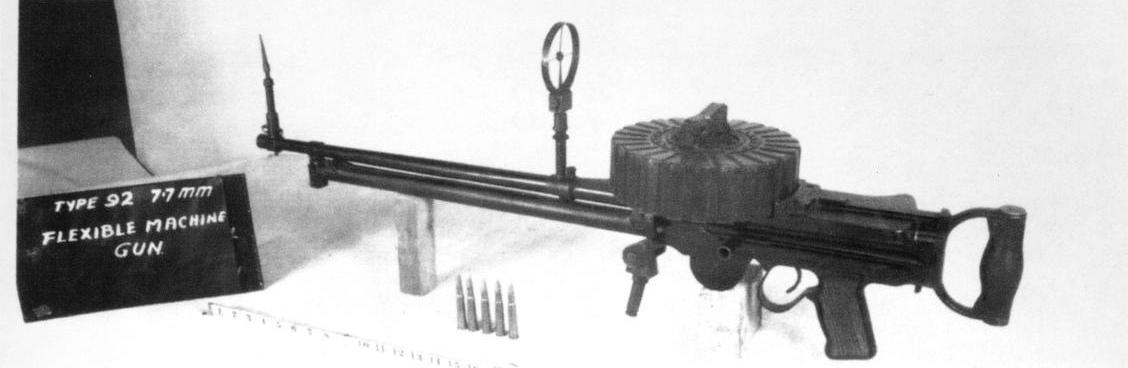
九二式防衛機槍（日本版路易士航空機槍）

- 纽芬兰自治领
- 比利时
- 加拿大
- 捷克斯洛伐克
- 中華民國
- 日本
- 爱沙尼亚
- 芬兰
- 法國
- 德國
- 德意志國
- 愛爾蘭
- 義大利
- 以色列
- 拉脫維亞
- 墨西哥
- 蒙古
- 荷蘭
- 新西兰
- 尼加拉瓜
- 挪威
- 菲律賓
- 波蘭
- 葡萄牙
- 俄罗斯
- 苏联
- 乌克兰
- 英国
- 美国
- 南斯拉夫王國

## 流行文化

### 电子游戏
- 2017年—《決勝時刻：二戰》：聯機模式中作為解鎖武器登場。
- 2017年—《戰地風雲1》：聯機模式中作為支援兵起始武器登場。
- 2018年—《戰地風雲5》：聯機模式中作為支援兵解鎖武器登場。
- 2019年—《少女前线》：于1月29日更新后加入进游戏。为5星级机枪人形。
- 2021年—《蔚藍檔案》：朝比奈菲娜的固有武器「無仁義交互射擊」原型。
- 2021年—《應徵入伍》：作為蘇聯特殊機槍小隊武器。

### 电视剧
- 2013年—《浴血黑帮》：第一季中故事由BSA被剃刀帮意外盗取的路易斯机枪为线索贯穿全剧。最终被盗的机枪被警方追回，但是有一把被剃刀帮所使用。并且在第四季中这把枪重新出现，用于和黑手党的枪战。